# Волтголл (Міссісіпі)
Волтголл (англ. Walthall) — селище (англ. village) в США, в окрузі Вебстер штату Міссісіпі. Населення — 116 осіб (2020).

## Географія
Волтголл розташований за координатами 33°36′24″ пн. ш. 89°16′45″ зх. д. / 33.60667° пн. ш. 89.27917° зх. д. (33.606697, -89.279053).  За даними Бюро перепису населення США в 2010 році селище мало площу 2,53 км², з яких 2,51 км² — суходіл та 0,02 км² — водойми.

## Демографія
Згідно з переписом 2010 року, у селищі мешкали 144 особи в 61 домогосподарстві у складі 40 родин. Густота населення становила 57 осіб/км².  Було 70 помешкань (28/км²).
Расовий склад населення:
| - 88,2 % — білих - 9,0 % — чорних або афроамериканців - 0,7 % — корінних американців - 0,7 % — азіатів - 1,4 % — осіб інших рас |

До двох чи більше рас належало 0,0 %. Частка іспаномовних становила 1,4 % від усіх жителів.
За віковим діапазоном населення розподілялося таким чином: 25,7 % — особи молодші 18 років, 59,7 % — особи у віці 18—64 років, 14,6 % — особи у віці 65 років та старші. Медіана віку мешканця становила 37,5 року. На 100 осіб жіночої статі у селищі припадало 82,3 чоловіків;  на 100 жінок у віці від 18 років та старших — 81,4 чоловіків також старших 18 років.
За межею бідності перебувало 30,1 % осіб, у тому числі 46,0 % дітей у віці до 18 років та 10,0 % осіб у віці 65 років та старших.
Цивільне працевлаштоване населення становило 46 осіб. Основні галузі зайнятості: освіта, охорона здоров'я та соціальна допомога — 47,8 %, виробництво — 17,4 %, транспорт — 15,2 %.